# Disonycha admirabila
Disonycha admirabila es una especie de escarabajo del género Disonycha, familia Chrysomelidae. Fue descrita científicamente por Blatchley en 1924.
Habita en América del Norte (Texas, Florida, Nueva York, Kansas). Mide 4.8- 5.8 mm. Es una especie relativamente pequeña, mucho más ovalada que otras especies, con cabeza oscura, similar a D. caroliniana.